# Coronavirus humano OC43
El coronavirus humano OC43 (HCoV-OC43, de Human Coronavirus OC43) es un miembro de la especie Betacoronavirus 1 que infecta a humanos y bovinos, descubierto en 1967. El virión es un virus ARN monocatenario positivo de nucleocápside envuelta, que entra a su célula hospedadora mediante la unión al receptor ácido 5-N-acetil-9-O-acetilneuramínico. Junto con el coronavirus humano 229E es uno de los responsables del resfriado común. Al igual que otros coronavirus del género Betacoronavirus, subgénero Embecovirus, tienen un gen que codifica una proteína superficial adicional más corta llamada dímero de hemaglutinina-esterasa (HE).

## Virología

### Morfología
Los coronavirus son viriones con forma redondeada. Su cápside está rodeada por una envoltura lipoglucoproteica pleomorfa. La cubierta está compuesta por la membrana plasmática proveniente de la célula anfitriona y proteínas codificadas por su propio genoma que le dan su aspecto y funcionalidad característicos. Miden entre 120 y 160 nm de diámetro y se pueden observar mediante varias técnicas usando entre otros el microscopio electrónico de transmisión.

### Historia y filogenia
Se han identificado cuatro genotipos de HCoV-OC43 (A a D), con el genotipo D probablemente derivado de la recombinación. La secuenciación completa del genoma de dos cepas de genotipo C y D y el análisis bootscan muestran eventos de recombinación entre los genotipos B y C en la generación del genotipo D. De las 29 cepas identificadas, ninguna pertenece al genotipo A más antiguo. Análisis de reloj molecular usando espiga y nucleocápside. Los genes datan del ancestro común más reciente de todos los genotipos hasta la década de 1950. Los genotipos B y C datan de la década de 1980. Genotipo B a la década de 1990 y genotipo C a fines de la década de 1990 hasta principios de la década de 2000. Las cepas de genotipo D recombinantes se detectaron ya en 2004.
Comparación del HCoV-OC43 con la cercanamente relacionada cepa de Betacoronavirus 1, el coronavirus bovino, indica que ambos virus compartían un ancestro común más reciente en el siglo XIX, con múltiples métodos dando las fechas más probables cerca de 1890, llevando a autores a especular que una introducción de esta cepa a la población humana habría causado la Pandemia de gripe de 1889-1890. HCoV-OC43 posiblemente se haya originado en roedores.

## Patogénesis
El HCoV-OC43 junto con el HCoV-229E (una especie del género Alphacoronavirus) se encuentran entre los virus conocidos que causan el resfriado común. Ambos virus pueden causar infecciones graves del tracto respiratorio inferior, incluida la neumonía en bebés, ancianos y personas inmunocomprometidas, como los que reciben quimioterapia y aquellos con VIH-sida.

## Epidemiología
Los coronavirus tienen una distribución mundial, causando del 10 al 15 % de los casos de resfriado común. Las infecciones muestran un patrón estacional con la mayoría de los casos que ocurren en los meses de invierno.